# 보령 성주사지 석불입상
보령 성주사지 석불입상(保寧 聖住寺址 石佛立像)은 대한민국 충청남도 보령시 성주면 성주사지에 있는 통일신라의 석불입상이다. 2000년 9월 20일 충청남도의 문화재자료 제373호로 지정되었다.

## 개요
성주사지내 강당지 동편에 있는 석불입상으로 얼굴이 타원형으로 인자한 모습을 보이고 있다.
얼굴부위, 목부위, 가슴부위가 일부 훼손되어 있으며 지대석의 움직임이 있는 것으로 보아 어느시기에 옮겨온 것으로 추정하며, 조성시기는 조선시대 중·후반기에 조각한 것으로 보인다.

## 같이 보기
- 보령 성주사지 - 사적 제307호

## 참고 자료
- 보령성주사지석불입상 - 국가유산청 국가유산포털